# Tropische lucht
Tropische lucht, afgekort als TL, is een luchtmassa of luchtsoort waarvan het brongebied op een breedtegraad met een subtropisch klimaat ligt. De benaming zou daarom beter subtropische lucht zijn, maar de huidige naam is ondertussen dusdanig bekend dat wijziging niet realistisch is. Maritieme tropische lucht mTL is heel vochtig en een heeft een hoge temperatuur. Continentale tropische lucht cTL is heel droog en warm. De begrenzing met polaire lucht wordt het polaire front genoemd. De begrenzing met equatoriale lucht wordt vanwege het geringe verschil tussen de luchtsoorten wel de intertropische convergentiezone genoemd.
Belangrijke brongebieden van continentaal tropische lucht zijn de gordel van woestijnen met de Sahara en het Arabisch Schiereiland, waar de droge gebieden in Iran en Pakistan op aansluiten, en de woestijnen in Australië. De bekendste continentaal tropische wind is de sirocco. De bekendste maritiem tropische lucht is de Portugese Noord. Een wolkenmuur van vochtige lucht kondigt vaak een tropische cycloon aan.